# Россиньоли, Джованни
Джова́нни Россиньо́ли (итал. Giovanni Rossignoli; 3 декабря 1882, Борго-Тичино, Пьемонт — 27 июня 1954, Павия, Ломбардия) — итальянский шоссейный велогонщик, выступавший на профессиональном уровне в период 1903—1927 годов. Победитель и призёр многих крупных соревнований на шоссе своего времени, участник тринадцати гонок «Джиро д’Италия» и восьми гонок «Тур де Франс».

## Биография
Джованни Россиньоли родился 3 декабря 1882 года в коммуне Борго-Тичино провинции Новара, Италия.
Дебютировал в шоссейном велоспорте на профессиональном уровне в сезоне 1903 года, как независимый гонщик выиграл соревнования «Корса Национале» и финишировал вторым в гонке «Милан — Турин», уступив здесь только своему соотечественнику Джованни Джерби.
Сезон 1994 года провёл в команде Cycles JC-Dunlop, в это время впервые принял участие в «Тур де Франс», тем не менее, сошёл с дистанции уже в ходе первого этапа.
В 1905 году присоединился к команде Bianchi, одержал победу на «Милан — Турин», позади Джованни Джерби стал вторым на «Джиро ди Ломбардия».
В 1906 году представлял команду Turckheimer, отметился победой на «Милан — Мантуя», был вторым на «Корса Национале» и третьим на «Коппа Валь д’Олона».
В 1907 году вернулся в Bianchi, победил на «Коппа Валь д’Олона», финишировал вторым на «Милан — Мантуя» и третьим в групповой гонке на шоссейном чемпионате Италии.
В 1908 году показал седьмой результат на «Милан — Сан-Ремо», закрыл десятку сильнейших на «Тур де Франс».
На «Джиро д’Италия» 1909 года выиграл третий и шестой этапы, став третьим в генеральной классификации, тогда как на «Тур де Франс» отказался от борьбы на втором этапе.
На «Джиро д’Италия» 1910 года сошёл с дистанции и не показал никакого результата.
В 1911 году в составе команды Bianchi выиграл третий этап «Джиро д’Италия», расположившись в общем зачёте на второй строке — уступил здесь только соотечественнику Карло Галетти. Помимо этого, стал бронзовым призёром на «Джиро ди Романья».
На «Джиро д’Италия» 1912 года был третьим в командном зачёте с командой Gerbi.
На «Джиро д’Италия» 1913 года занял в генеральной классификации десятое место.
Из-за начавшейся Первой мировой войны вынужден был прервать свою спортивную карьеру, но в 1920 году вернулся в шоссейный велоспорт и вновь выступил на «Джиро д’Италия», на сей раз выиграл восьмой этап и стал девятым в общем зачёте.
На протяжении 1920-х годов Россиньоли ещё неоднократно принимал участие в супервеломногодневках «Джиро д’Италия» и «Тур де Франс», однако побед больше не одерживал. Завершил карьеру профессионального велогонщика по окончании сезона 1927 года.
Умер 27 июня 1954 года в городе Павия в возрасте 71 года.